# Abierto Zapopan 2022 - Qualificazioni singolare
Le qualificazioni del singolare dell'Abierto Zapopan 2022 sono un torneo di tennis preliminare per accedere alla fase finale della manifestazione. Le vincitrici dell'ultimo turno sono entrati di diritto nel tabellone principale. In caso di ritiro di una o più giocatrici aventi diritto a questi sono subentrati i Lucky loser, ossia i giocatori che hanno perso nell'ultimo turno ma che avevano una classifica più alta rispetto agli altri partecipanti che avevano comunque perso nel turno finale.

## Teste di serie
1. Dalma Gálfi (ultimo turno)
2. Lucia Bronzetti (qualificata)
3. Hailey Baptiste (qualificata)
4. Viktória Kužmová (qualificata)
5. Rebeka Masarova (qualificata)
6. Sara Errani (primo turno)

1. Christina McHale (primo turno)
2. Yuan Yue (primo turno)
3. Vol'ha Havarcova (primo turno)
4. Nao Hibino (primo turno)
5. Storm Sanders (ultimo turno)
6. Robin Anderson (primo turno)

### Qualificate
1. Caroline Dolehide
2. Lucia Bronzetti
3. Hailey Baptiste

1. Viktória Kužmová
2. Rebeka Masarova
3. Brenda Fruhvirtová

## Tabellone

### Legenda
| - Q = Qualificato - WC = Wild card - LL = Lucky loser | - ALT = Alternate - SE = Special Exempt - PR = Protected Ranking | - w/o = Walkover - r = Ritirato - d = Squalificato |

### Sezione 1
|  | Primo turno | Primo turno       | Primo turno       | Primo turno | Primo turno |  |  | Ultimo turno | Ultimo turno      | Ultimo turno      | Ultimo turno | Ultimo turno |  |
|  |             |                   |                   |             |             |  |  |              |                   |                   |              |              |  |
|  | 1           | Dalma Gálfi       | Dalma Gálfi       | 6           | 6           |  |  |              |                   |                   |              |              |  |
|  |             | Paula Ormaechea   | Paula Ormaechea   | 4           | 2           |  |  | 1            | Dalma Gálfi       | Dalma Gálfi       | 63           | 4            |  |
|  |             | Caroline Dolehide | Caroline Dolehide | 6           | 6           |  |  |              | Caroline Dolehide | Caroline Dolehide | 7            | 6            |  |
|  | 10          | Nao Hibino        | Nao Hibino        | 0           | 4           |  |  |              |                   |                   |              |              |  |

### Sezione 2
|  | Primo turno | Primo turno      | Primo turno      | Primo turno | Primo turno |  |  | Ultimo turno | Ultimo turno    | Ultimo turno | Ultimo turno | Ultimo turno |  |
|  |             |                  |                  |             |             |  |  |              |                 |              |              |              |  |
|  | 2           | Lucia Bronzetti  | Lucia Bronzetti  | 6           | 6           |  |  |              |                 |              |              |              |  |
|  | Alt         | Alycia Parks     | Alycia Parks     | 2           | 4           |  |  | 2            | Lucia Bronzetti | 3            | 6            | 6            |  |
|  | WC          | Seone Mendez     | Seone Mendez     | 6           | 6           |  |  | WC           | Seone Mendez    | 6            | 2            | 3            |  |
|  | 9           | Vol'ha Havarcova | Vol'ha Havarcova | 4           | 2           |  |  |              |                 |              |              |              |  |

### Sezione 3
|  | Primo turno | Primo turno                 | Primo turno                 | Primo turno | Primo turno |  |  | Ultimo turno | Ultimo turno                | Ultimo turno                | Ultimo turno | Ultimo turno |  |
|  |             |                             |                             |             |             |  |  |              |                             |                             |              |              |  |
|  | 3           | Hailey Baptiste             | Hailey Baptiste             | 6           | 6           |  |  |              |                             |                             |              |              |  |
|  | WC          | Marcela Zacarías            | Marcela Zacarías            | 1           | 3           |  |  | 3            | Hailey Baptiste             | Hailey Baptiste             | 6            | 6            |  |
|  |             | Victoria Jiménez Kasintseva | Victoria Jiménez Kasintseva | 6           | 6           |  |  |              | Victoria Jiménez Kasintseva | Victoria Jiménez Kasintseva | 3            | 4            |  |
|  | 12          | Robin Anderson              | Robin Anderson              | 3           | 2           |  |  |              |                             |                             |              |              |  |

### Sezione 4
|  | Primo turno | Primo turno         | Primo turno         | Primo turno | Primo turno |  |  | Ultimo turno | Ultimo turno       | Ultimo turno | Ultimo turno | Ultimo turno |  |
|  |             |                     |                     |             |             |  |  |              |                    |              |              |              |  |
|  | 4           | Viktória Kužmová    | Viktória Kužmová    | 6           | 6           |  |  |              |                    |              |              |              |  |
|  |             | Despina Papamichail | Despina Papamichail | 4           | 3           |  |  | 4            | Viktória Kužmová   | 7            | 5            | 6            |  |
|  | WC          | Fernanda Contreras  | Fernanda Contreras  | 6           | 6           |  |  | WC           | Fernanda Contreras | 62           | 7            | 3            |  |
|  | 8           | Yuan Yue            | Yuan Yue            | 1           | 1           |  |  |              |                    |              |              |              |  |

### Sezione 5
|  | Primo turno | Primo turno           | Primo turno   | Primo turno | Primo turno |  |  | Ultimo turno | Ultimo turno    | Ultimo turno    | Ultimo turno | Ultimo turno |  |
|  |             |                       |               |             |             |  |  |              |                 |                 |              |              |  |
|  | 5           | Rebeka Masarova       | 64            | 6           | 6           |  |  |              |                 |                 |              |              |  |
|  |             | Usue Maitane Arconada | 7             | 4           | 4           |  |  | 5            | Rebeka Masarova | Rebeka Masarova | 6            | 7            |  |
|  |             | Laura Pigossi         | Laura Pigossi | 3           | 3           |  |  | 11           | Storm Sanders   | Storm Sanders   | 3            | 6            |  |
|  | 11          | Storm Sanders         | Storm Sanders | 6           | 6           |  |  |              |                 |                 |              |              |  |

### Sezione 6
|  | Primo turno | Primo turno        | Primo turno | Primo turno | Primo turno |  |  | Ultimo turno | Ultimo turno       | Ultimo turno       | Ultimo turno | Ultimo turno |  |
|  |             |                    |             |             |             |  |  |              |                    |                    |              |              |  |
|  | 6           | Sara Errani        | 62          | 6           | 2           |  |  |              |                    |                    |              |              |  |
|  | WC          | Brenda Fruhvirtová | 7           | 3           | 6           |  |  | WC           | Brenda Fruhvirtová | Brenda Fruhvirtová | 6            | 6            |  |
|  |             | Leonie Küng        | 1           | 7           | 6           |  |  |              | Leonie Küng        | Leonie Küng        | 2            | 1            |  |
|  | 7           | Christina McHale   | 6           | 5           | 2           |  |  |              |                    |                    |              |              |  |